# Pías
Pías est une municipalité espagnole de la communauté autonome de Castille-et-León et de la province de Zamora. En 2015, elle compte 143 habitants.

## Démographie
Le nombre d'habitants à Pias est en chute constante depuis 1996, passant de 255 résidents à 99 en 2023. 56 sont des hommes et 43 sont des femmes.

## Source
- (es) Cet article est partiellement ou en totalité issu de l’article de Wikipédia en espagnol intitulé « Pías » (voir la liste des auteurs).